# Sheraton Hotel Guiyang
Le Sheraton Hotel Guiyang (贵阳喜来登酒店/贵航大厦)  est un gratte-ciel de 159 mètres de hauteur maximale et de 38 étages, construit à Guiyang dans le sud (province du Guizhou) de la Chine de 2002 à 2005. La hauteur du toit est de 149 mètres. Il abrite un hôtel de la chaine Sheraton.
À son achèvement en 2005 c'était le plus haut immeuble de Guiyang.